# Kristotomus flavoguttatus
Kristotomus flavoguttatus là một loài tò vò trong họ Ichneumonidae.